# James Till
James Edgar Till, född 25 augusti 1931, död 18 maj 2025, var en kanadensisk biofysiker.
Till studerade vid University of Saskatchewan, där han tog sin bachelorexamen 1952 och sin masterexamen i fysik 1954. Han blev Ph.D. vid Yale University 1957, och har senare varit professor vid University of Toronto.
Han är framför allt känd för att under 1960-talet tillsammans med Ernest McCulloch ha bevisat existensen av stamceller.
Till blev Fellow of the Royal Society 2000. Han tilldelades 2005 Albert Lasker Award for Basic Medical Research, delat med McCulloch.